# Festa Major de les Tres Torres
La Festa Major de les Tres Torres se celebra la primera setmana de juny al barri de les Tres Torres, al districte de Sarrià - Sant Gervasi de Barcelona. La festa major es va començar a celebrar a principi dels anys vuitanta del segle xx. La festa major dura tres dies durant els que es fan diverses activitats, com ara la festa infantil, el vermut de festa major o el sopar de germanor, a la plaça de Joaquim Pena. La cultura popular hi és present amb una cantada d'havaneres i la ballada de sardanes que clou les activitats. Entre els actes destacats hi ha les sardanes del diumenge a la tarda, en què participen principalment colles veteranes, abans d'un berenar amb pa, vi i sucre.